# Leptostylis vemae
Leptostylis vemae är en kräftdjursart som beskrevs av Bacescu-Mester 1967. Leptostylis vemae ingår i släktet Leptostylis och familjen Diastylidae. Inga underarter finns listade i Catalogue of Life.